# Serwituty
Serwituty – osiedle mieszkaniowe w północnej części miasta Skierniewic graniczące z Bolimowskim Parkiem Krajobrazowym.

## Charakter osiedla
Osiedle charakteryzuje się zabudową jednorodzinną. Na osiedlu znajduje się Zespół Szkół Zawodowych, Specjalny Ośrodek Szkolno-Wychowawczy, oraz boisko sportowe MLKS Widok.

## Komunikacja
Osiedle posiada połączenie MZK Skierniewice linia nr 6 łączące Serwituty z centrum miasta.